# 176866 Kuropatkin
176866 Kuropatkin è un asteroide della fascia principale. Scoperto nel 2002, presenta un'orbita caratterizzata da un semiasse maggiore pari a 2,7140815 UA e da un'eccentricità di 0,1063546, inclinata di 11,82966° rispetto all'eclittica.
L'asteroide è dedicato al fisico e collaboratore al progetto Sloan Digital Sky Survey Nickolai Kuropatkin.